# Lumine
Lumine é um serviço brasileiro de vídeo sob demanda voltado à população católica. A plataforma foi lançada em 2019, fundada pelo produtor, diretor de arte e empresário Matheus Bazzo. É considerada uma das maiores plataformas católicas de streaming da América Latina.
Com sede em Porto Alegre, no Rio Grande do Sul, oferece clássicos do cinema mundial, filmes, séries e desenhos católicos, além de produções originais da própria empresa. Está disponível em aplicativos da web, iOS e Android e TVs com sistema WebOS 5 ou superior (LG), Samsung, Android TV, Fire TV, Apple TV a partir da quarta geração e Chromecast.

## História
Em 2019, Matheus Bazzo, que produziu o documentário O Jardim das Aflições, dedicava-se à Minha Biblioteca Católica, clube de assinaturas de livros religiosos. Neste ano, realizou a série Filhos de Cister, com três episódios sobre a vida monástica de um grupo de monges no interior do Rio Grande do Sul.
A repercussão da série chamou a atenção de Bazzo, que percebeu um espaço para uma plataforma de streaming com temática católica. Seis meses depois, foi criada a Lumine, oferecendo conteúdos licenciados e outras produções originais para o público brasileiro.
O catálogo do serviço oferece mais de 500 obras, incluindo clássicos do cinema mundial como Luzes da Ribalta, de Charles Chaplin, Metrópolis, de Fritz Lang, Rashomon, de Akira Kurosawa, e Cidadão Kane, de Orson Welles. Possui ainda uma seção infantil e sua classificação indicativa é mais rigorosa que de outras plataformas — filmes que seriam recomendados para maiores de 16 anos são restritos a adultos. Há também uma área de imersão com análises e explicações das obras, entre artigos, e-books e entrevistas.
A Lumine dedica-se à produção de conteúdo original, que hoje já chega a 10 filmes realizados. Recentemente, acrescentou ao seu acervo o filme Apóstolo do Brasil: a missão de São José de Anchieta, docudrama baseado no livro Anchieta, de Joaquim Thomaz Paiva. Já em 2022, foram lançadas as obras Um santo entre nós, sobre a visita de São Josemaria Escrivá ao Brasil, em 1974, e o documentário A vida interior — resgatando uma história com sentido, série de três episódios que tem a participação do padre Paulo Ricardo.